# Los Llanos (Santa Cruz de Tenerife)
Los Llanos es un barrio de la ciudad de Santa Cruz de Tenerife (Tenerife, Canarias, España), que se encuadra administrativamente dentro del distrito de La Salud-La Salle. Junto al barrio de El Cabo, separado de este por la Avenida Tres de Mayo, forma Cabo-LLanos, zona de expansión de la ciudad en los últimos años del siglo XX y primeros del XXI.

## Historia
Antiguamente era un pequeño barrio de pescadores que fue destruido al transformarse esta zona en el ensanche de la ciudad. Sus vecinos fueron realojados en barrios de la periferia.
El barrio surgió a mediados del siglo XVIII al sur del barrio de El Cabo, estando constituido por una serie de casas junto a la línea de costa habitadas por pescadores y trabajadores del puerto.
En este barrio, al igual que en los barrios de El Toscal, El Cabo y Duggi, abundaban antiguamente las ciudadelas, viviendas comunitarias con un gran patio central rodeada de habitaciones, donde en cada una de ellas, vivía una familia compartiendo con el resto de vecinos de ésta, la cocina y el retrete.
La mayor parte de la superficie del actual barrio estaba ,antes de 1992, ocupaba en su mayoría por instalaciones de la Refinería de Santa Cruz de Tenerife y que el entonces alcalde, José Emilio García Gómez, logró recuperar para la capital de la isla. 

## Fiestas
El barrio de Los Llanos celebra su fiesta el 8 de septiembre en honor a la Virgen de Regla, patrona del barrio y de Protección Civil de Santa Cruz de Tenerife. Es una de las fiestas más arraigadas de la ciudad.

## Demografía

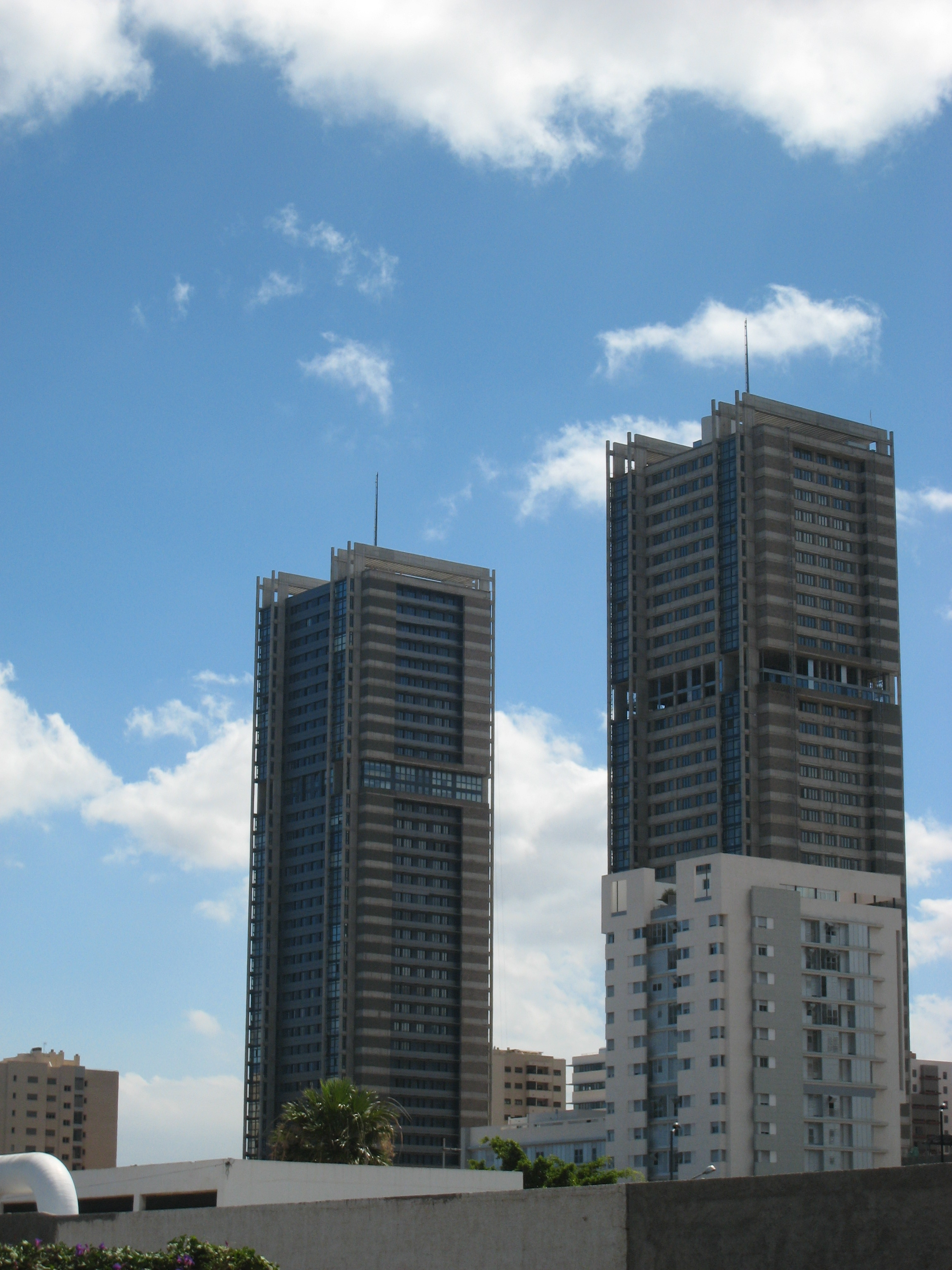
Torres de Santa Cruz

| 2004 | 2005 | 2006  | 2007  | 2008  | 2009  | 2010  |
| ---- | ---- | ----- | ----- | ----- | ----- | ----- |
| 527  | 751  | 1.108 | 1.562 | 1.872 | 2.105 | 2.401 |

## Edificios y lugares de interés
- Ermita de Nuestra Señora de Regla
- Torres de Santa Cruz
- Auditorio de Tenerife
- Parque Marítimo César Manrique
- Palmetum de Santa Cruz de Tenerife
- Centro Internacional de Ferias y Congresos de Tenerife
- Casa de la Pólvora
- Castillo de San Juan
- Intercambiador de Transportes de Santa Cruz de Tenerife
- Almacén de Cepsa
- Caleta de Negros